# Wickepin
Wickepin è una città situata nella regione di Wheatbelt, in Australia Occidentale; essa si trova 210 chilometri a sud-est di Perth ed è la sede della Contea di Wickepin. Al censimento del 2006 contava 244 abitanti.